# Lúčky (Žiar nad Hronom)
Lúčky (deutsch Honneshau oder Honneshay, ungarisch Jánosrét – älter auch Lucska) ist eine kleine Gemeinde im mittelslowakischen Kreis (kraj) Žiar nad Hronom. Von 1980 bis 1992 war Lúčky ein Teil der Stadt Kremnica.

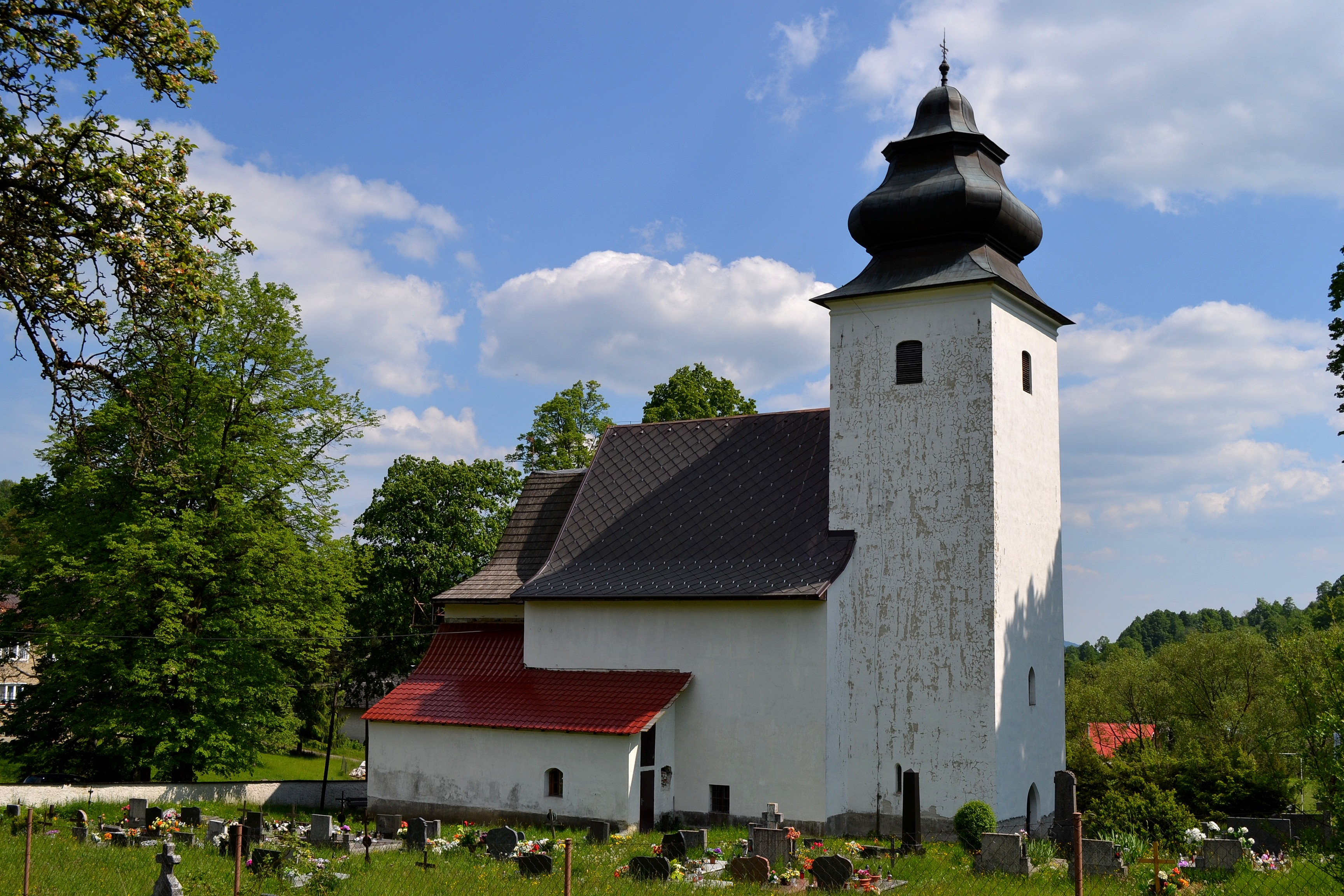

Die westlich der Stadt Kremnica liegende Gemeinde wurde erstmals im Jahr 1420 schriftlich erwähnt, damals lebten dort hauptsächlich Deutschsprachige. Dies blieb so bis zum Ende des Zweiten Weltkrieges; danach wurden die meisten Bewohner vertrieben, so dass sich die Bevölkerungszahl von rund 1500 auf 37 reduzierte.
Bei der letzten Volkszählung im Jahre 2001 gaben 95,17 % der Einwohner an, Slowaken zu sein. Außerdem lebten hier 2,42 % Roma, 0,48 % Tschechen und 1,93 % Deutsche.

## Bevölkerung
| Jahr                | 1994 | 2004     | 2014    | 2024    |
| ------------------- | ---- | -------- | ------- | ------- |
| Anzahl der Personen | 192  | 213      | 212     | 194     |
| Unterschied         |      | +10,93 % | −0,46 % | −8,49 % |

| Jahr                | 2023 | 2024    |
| ------------------- | ---- | ------- |
| Anzahl der Personen | 196  | 194     |
| Unterschied         |      | −1,02 % |

Die Bevölkerung Lúčkys ist mehrheitlich römisch-katholisch (84,54 %). Die restlichen Prozent verteilen sich auf Konfessionslose oder Andersgläubige.